# 永利澳門
永利澳門（Wynn Macau），前稱永利澳門渡假村（Wynn Macau resort），是一座位於澳門新口岸新填海區仙德麗街的賭場暨渡假村，由永利澳門有限公司興建營運。

## 历史
該酒店於2004年6月24日動工，於2006年9月5日揭幕，9月6日對外開放，當晚舉行的煙花匯演，外界評為澳門史上最盛大的一次性煙花匯演，吸引不少居民和遊客駐足欣賞。
整個發展計劃佔地16英畝，第一期工程佔地11英畝，由塔樓的酒店及裙樓的娛樂場與其他配套設施組成，總投資額達56億元，這是澳門首家拉斯維加斯綜合度假村模式的賭場酒店。
永利澳門酒店首期擴建部分包括36張賭桌、97台角子機，同時將部分食肆位置作出調整，項目於2007年2月份投入使用。
第二期擴建工程亦於2007年12月24日正式對外開放，第二期項目工程包括加建約12.3萬平方呎的博彩場地、一座大門地標建築，以及飲食、劇院*、零售場地。兩期擴建工程完成後，永利澳門內的賭枱及角子機數目分別增至420張及1,280台。位於永利大樓的名店街擴建部份亦已於2008年1月落成投入運作，零售商號增加11家。
永利澳門原來預留土地發展第二期工程，包括一個85,000平方呎、能容納150張賭檯、500臺角子老虎機以及運動博彩設施的賭場，兩家餐廳、設備完善的劇院以及第二期度假酒店，投資額逾27億元。史提芬·永利表示，雖然此地段確可建兩座建築，並增加400間客房，但此設計會令酒店與星際酒店過於接近，使酒店的景觀不夠「開揚」，亦有擠迫感，有違他一向堅持酒店內部、外觀及周圍環境都要同樣舒適的原則。

## 設施
永利澳門內的永利澳門酒店現時共有約600間客房，地下設有「永利澳門娛樂場」，娛樂場內劃有休閒博彩區和禁煙區。

### 永利澳門娛樂場
永利澳門娛樂場由205,000平方呎的博彩場地所組成，當中有1000平方米大的貴賓賭場。中場部份設有420張賭檯及1,280台角子機。

### 宴會及會議中心
永利澳門內的宴會及會議中心達2,200平方米，能夠舉辦各種大型會議以及商務活動。

### 永利名店街
設施內的零售商場「永利名店街」面積達30,000平方呎，第一期工程於2006年9月6日正式開幕，第二期則於2008年1月份開幕。名店街由永利澳門管理及營運，以高級精品為主。商場內有超過20以上的精品品牌商店，包括了LV、Gucci、Dior、FENDI、勞力士⋯等。

### 永利大樓
酒店大樓樓高25層，設有600間豪華套房，主樓部份的設計意念源於美國拉斯維加斯永利度假村酒店，酒店房分為豪華客房、特級豪華客房、一房式套房及兩房式套房四種，全部套房面積均超過56平方米。

### 萬利大樓

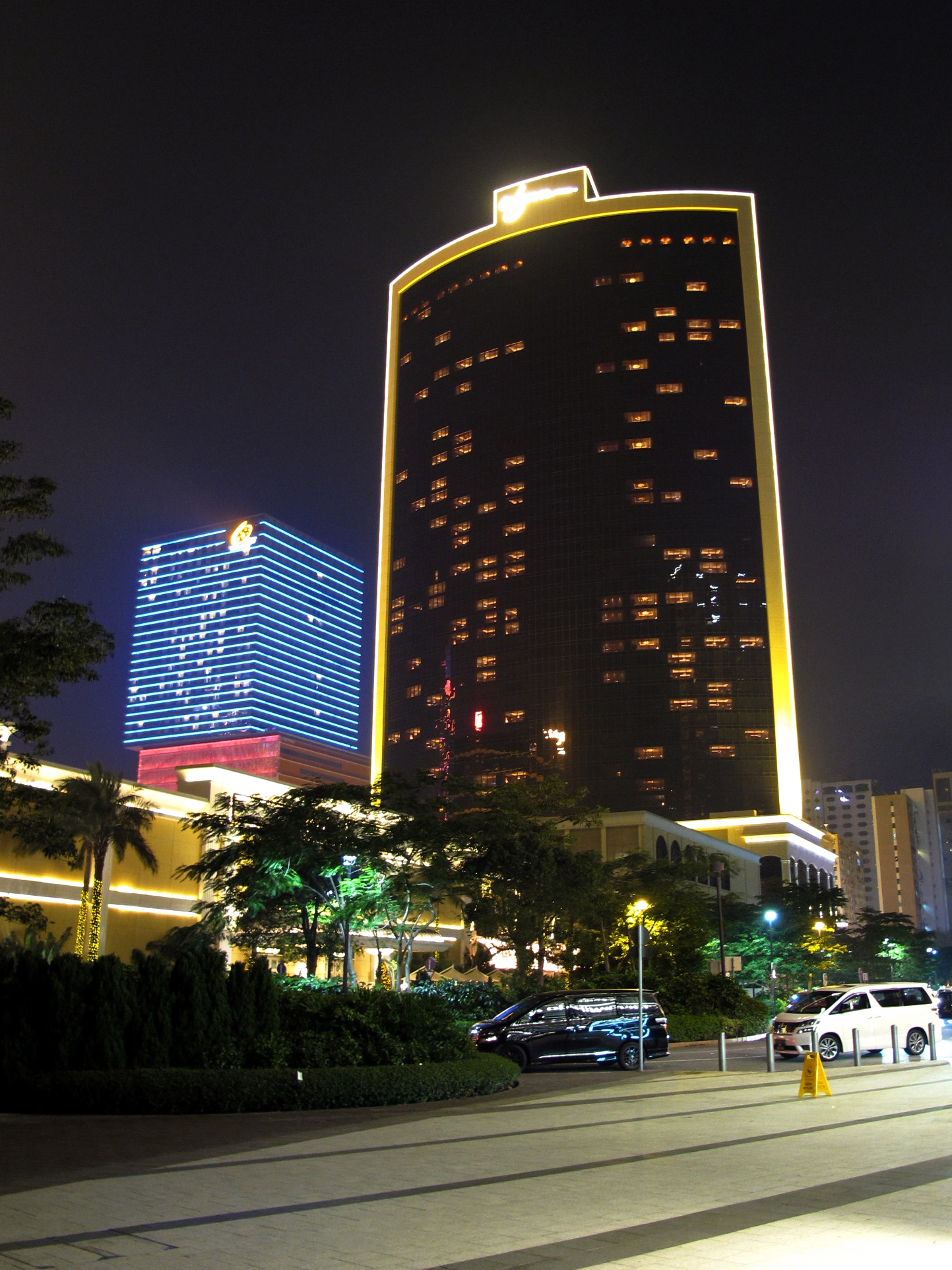
萬利大樓

萬利大樓（英語：Encore Tower）是永利澳門第二期工程項目，2007年正式施工並於2010年4月21日開幕；萬利大樓擁有414間豪華套房及度假別墅式套房、兩家餐廳、一家酒廊，三家合共佔地超過3,000平方呎的名牌專門店，以及萬利理療康體中心；而娛樂場設施方面則擁有約37張貴賓賭檯、24張中場賭檯及更多的角子機的貴賓房及博彩場地。

### 其他
永利澳門共設有7家餐廳，一間理療康體中心、一間美容院、多個娛樂酒廊及會議室。

#### 表演湖（水舞）
永利酒店正門的音樂噴泉是該酒店非常引人注目的一個節目，這是澳門首個由WET design 制造以及採用活動噴咀的音樂噴泉，而且間中還會噴出火焰與噴泉一起表演。音樂噴泉是由200個噴咀和火焰發射器，及1,000個獨立燈泡組成。噴咀包括Oarsmen®、Fan Oarsmen®、Micro Shooters®和Mini Shooters®。傍晚開始更配合燈光一併表演。水柱隨著音樂的旋律、節奏而變化、噴射，數不盡的水花在激光的照射下，幻化作七彩的星光，配合間中噴出的火焰，營造出一個個大型的音樂噴泉表演。
表演时间：
週一至週三
中午12時至晚上10時，每隔30分鐘一次
周四至周日
中午12時至晚上7時，每隔30分鐘一次
晚上7至10時，每隔20分鐘一次
由每場表演由1分鐘至5分鐘不等，視音樂長度。傍晚開始會配合燈光一併表演。而火焰會在特定數首音樂出現，而噴泉每逢正點時會有火焰表演。

#### 吉祥樹
「吉祥樹」是永利第二期入口處的特色地標，吉祥樹表演每30分鐘一場，每場表演時間約8分鐘；「吉祥樹」位於永利第二期擴建部份的大門入口處，表演配合音樂、燈光等效果，開始時天花上十二生肖的屏障像相機快門一樣散開，一幅LED燈幕放出不同的光，緊接著燈幕頻往兩邊推開，一座大型的水晶燈往下，接着一棵五彩十色的「吉祥樹」徐徐由地底升起，場內播放着柔揚樂曲，同時頭上的天幕亦顯示出不同的斑紋圖案。最後，「吉祥樹」重回地底，天幕亦由金光閃閃、刻有十二生肖的屏障所收起，具神秘與傳統古典氣派，吸引大批旅客、居民圍觀及拍照留念。「吉祥樹」表演於2008年尾停止，緊接下來的就是新的表演項目——「富貴龍」。但因為「富貴龍」反應不及「吉祥樹」，因此現在兩個表演會交替上演。

#### 富貴龍
「富貴龍」是永利第二期入口處的另一項表演項目，表演每30分鐘一場，每場表演時間約5分鐘；位置與之前的「吉祥樹」一樣，表演配合音樂、燈光及煙霧等效果，一開始四周會放出白色煙霧，接着一條金色的「龍」徐徐由地底升起，最後，「富貴龍」重回地底。現時因應新型冠狀病毒疫情關係，「富貴龍」表演於2020年停止。

#### 藝術品
目前酒店放置了雷諾瓦及馬蒂斯的名畫各一幅，另外一對明朝花瓶將轉贈澳門特區政府，政府已向主席史提芬·永利表示會將該花瓶放置在澳門藝術博物館。

### 永利旗下營運餐飲
- 永利軒
- 九鯤
- 川香萬利
- 紅8粥麵
- 99麵
- 「彤」
- 湖畔意廊
- 「炫」酒廊
- 「霞」酒廊

### 已停運餐飲
- 京花軒
- 泓
- 帝雅廷意大利餐廳
- 咖啡苑
- 咖啡廷
- 如珠如包
- 永利軒酒廊

## 交通配套

### 公共交通
M260 城市日大馬路／永利（Av. 24 de Junho / Wynn）
路線：65
M262 城市日大馬路／波爾圖街（Av. 24 de Junho / R. do Porto）
路線：3A、8、12、23、39、60、65、MT5
M263 仙德麗街（Rua Cidade de Sintra）
路線：3A、3AX、5X、7、8、12、23、39、102X、MT5、N1A、N2
M268 城市日前地（Praceta 24 de Junho）
路線：7、29、50、50B、60、MT1、MT2、N1A、N2

### 自營交通
永利澳門設有來往酒店與口岸的接駁專巴服務。接駁專巴服務設有以下3條路線：
- 永利澳門 ↔ 關閘
- 永利澳門 ↔ 外港碼頭
- 永利澳門 ↔ 永利皇宮

## 照片集

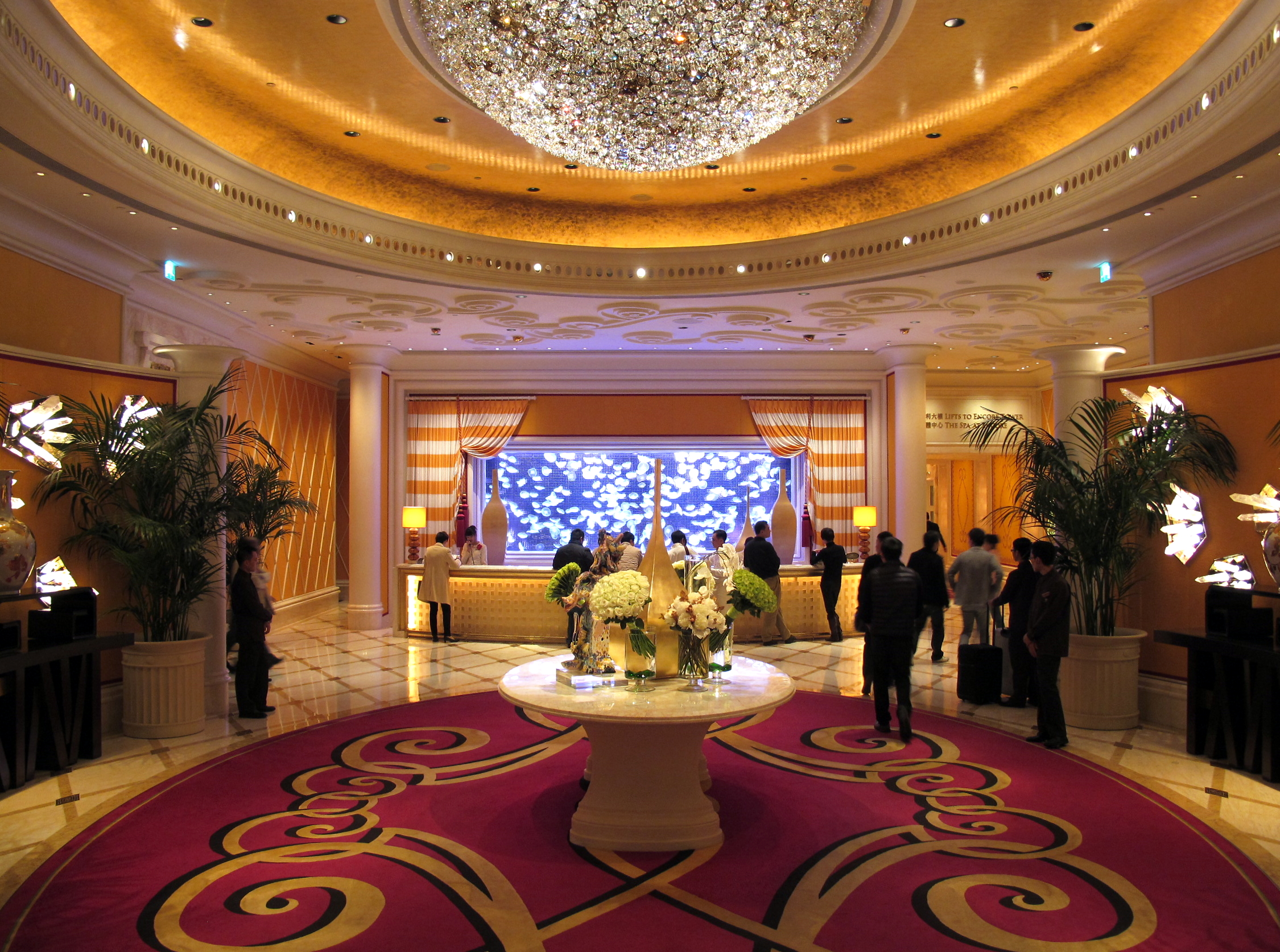
萬利大樓大堂
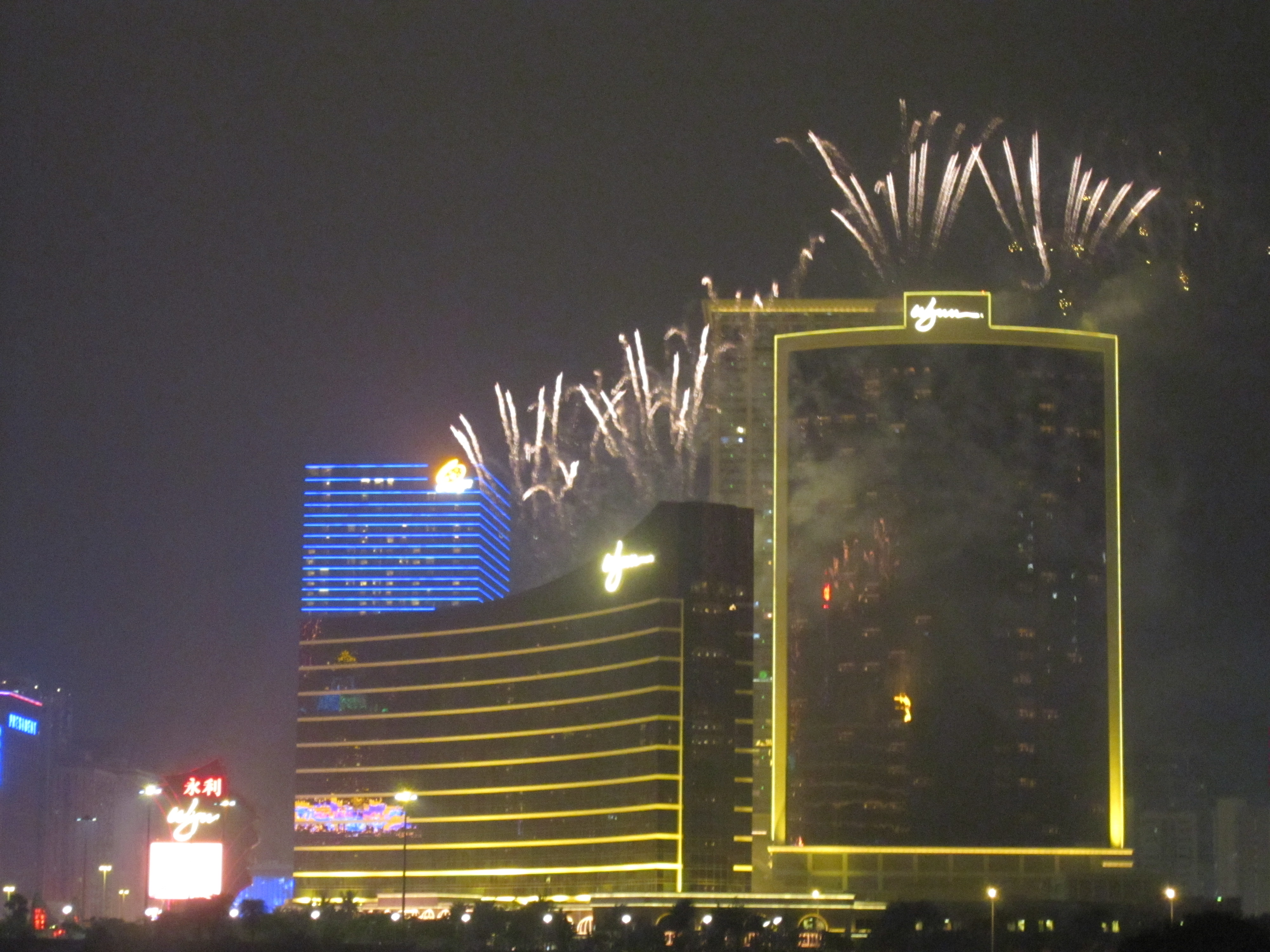
萬利大樓開幕煙花匯演因遇上中國全國哀悼日而順延一晚進行
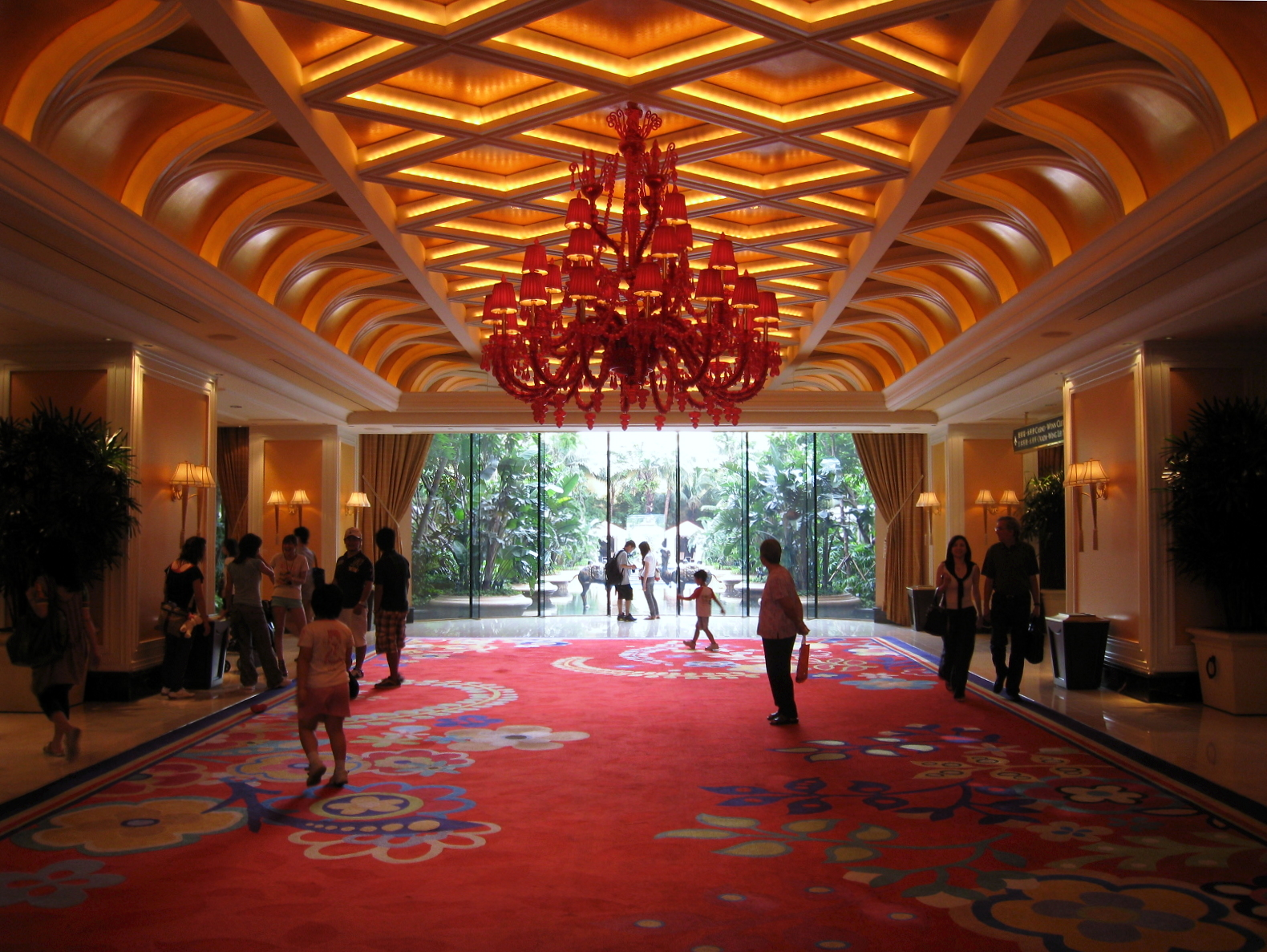
酒店大堂
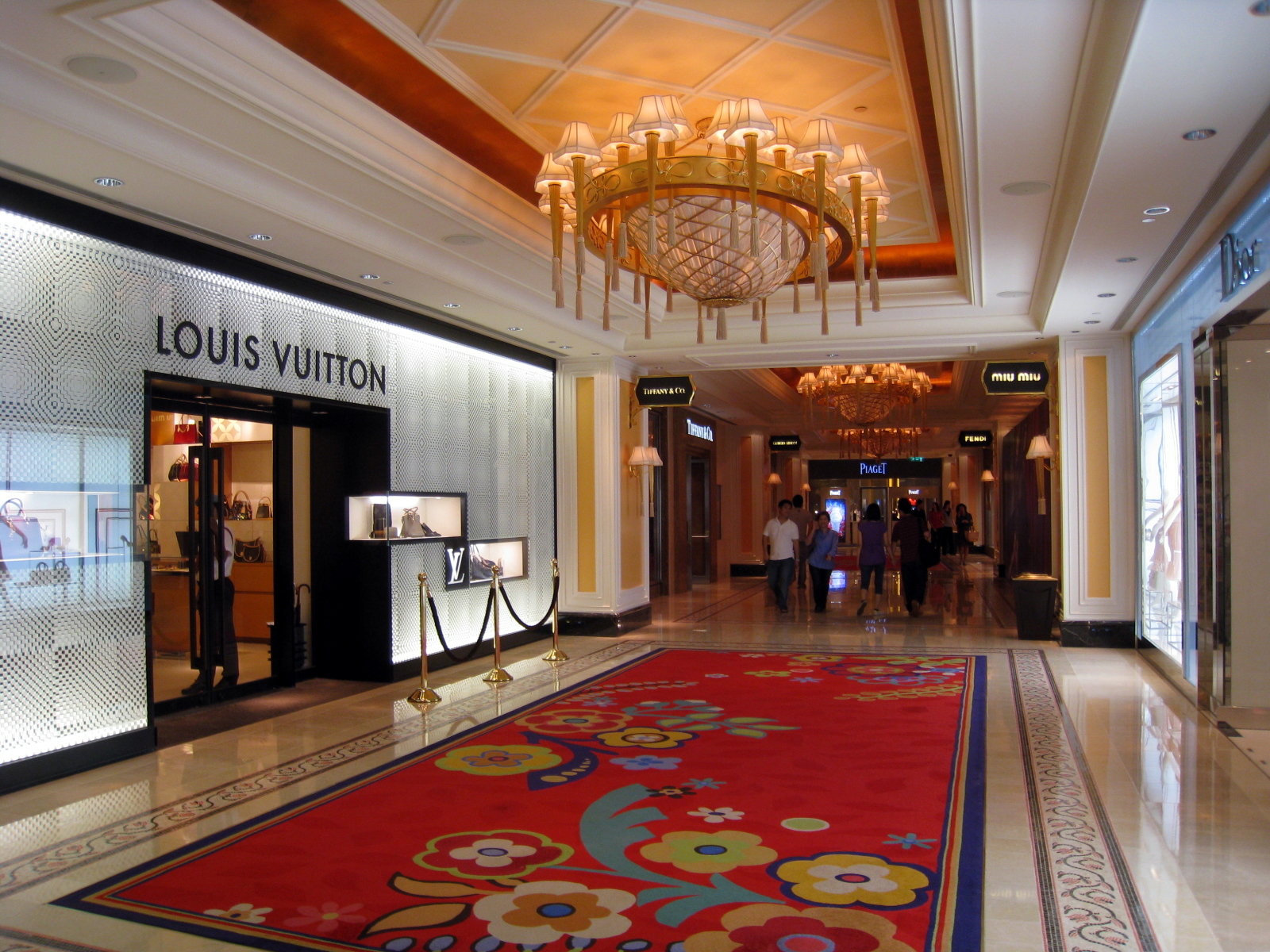
名店街
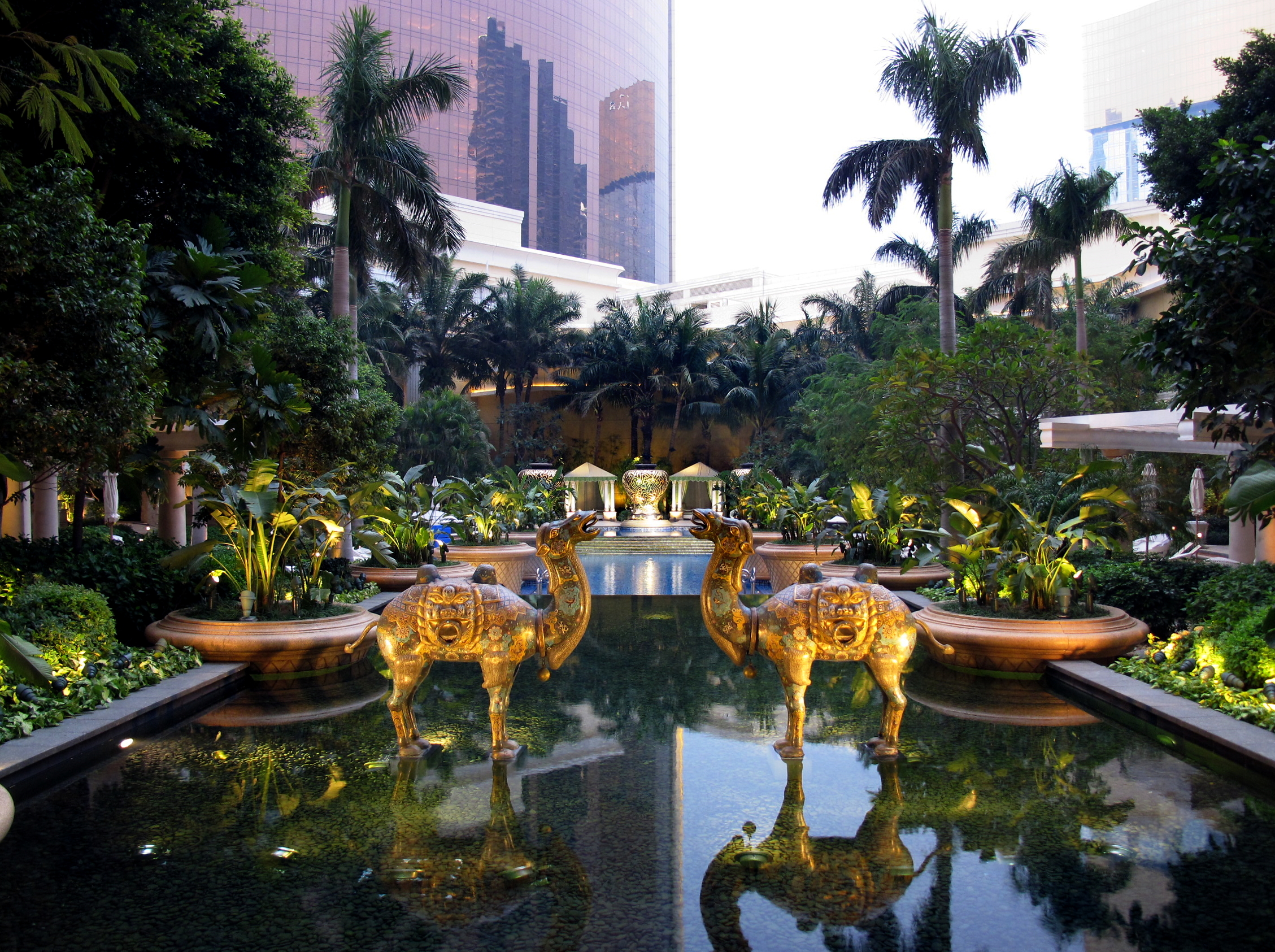
度假村游泳池
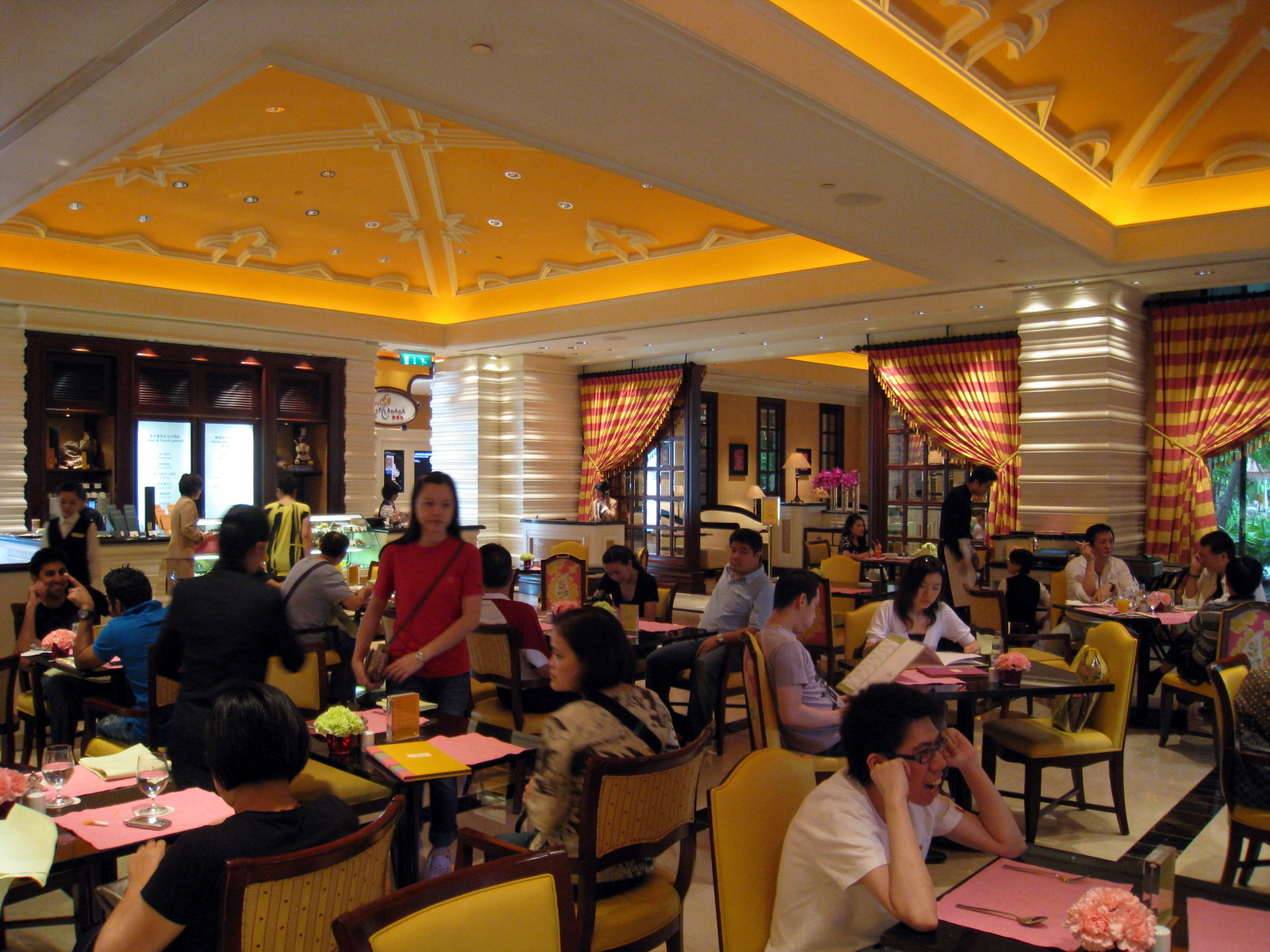
咖啡苑（Café Esplanada）餐廳
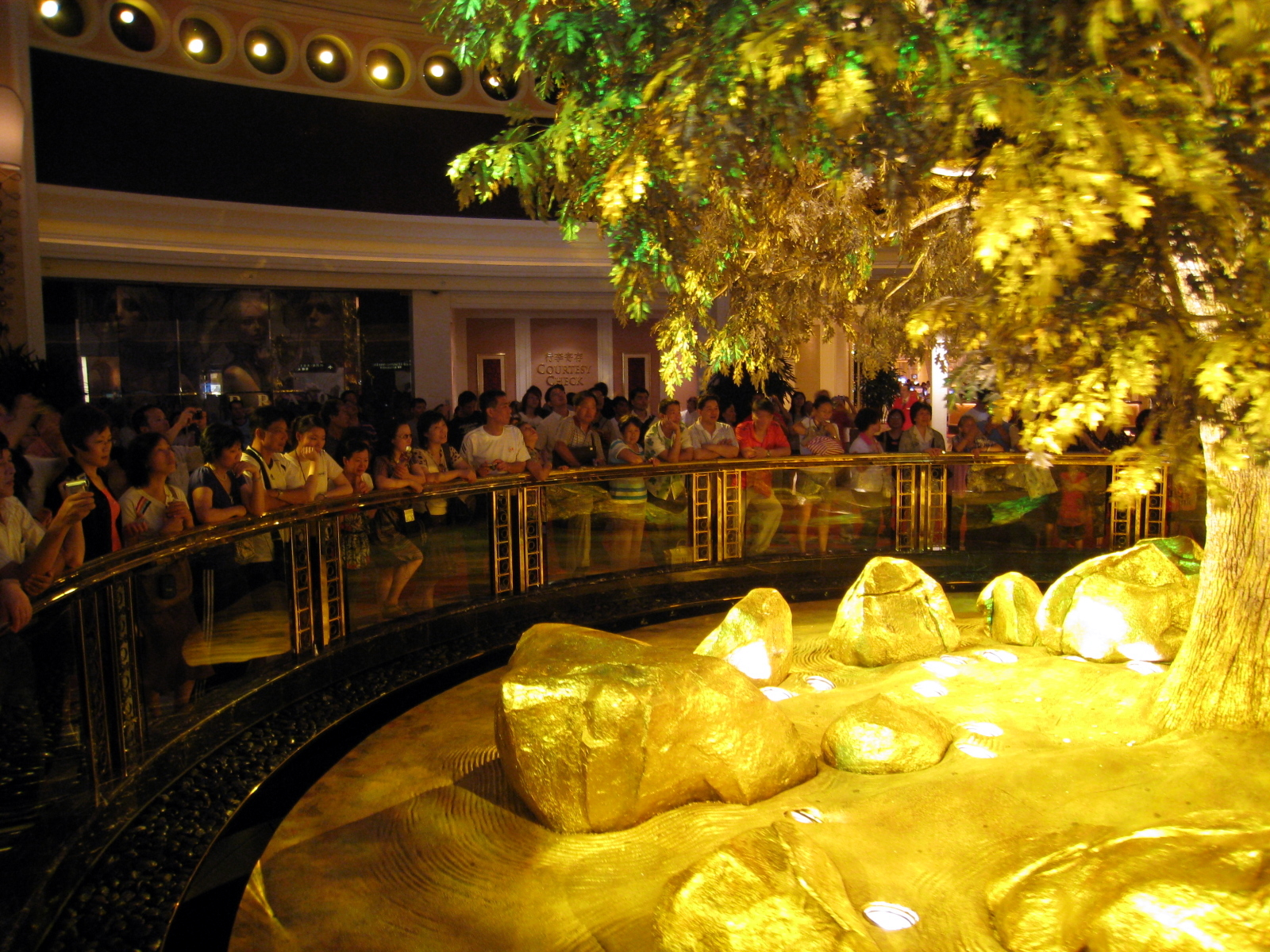
吉祥樹表演
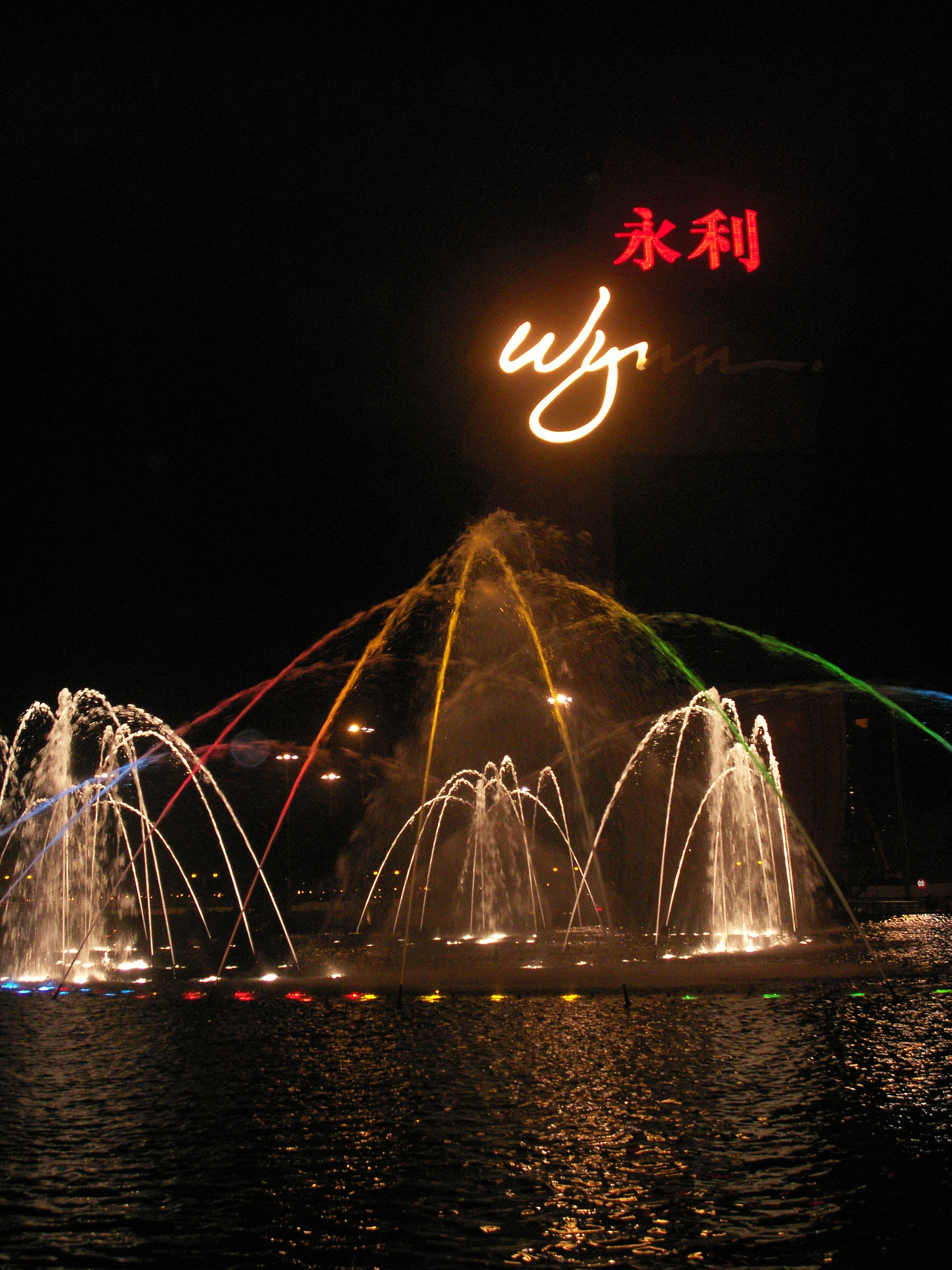
音樂噴泉表演
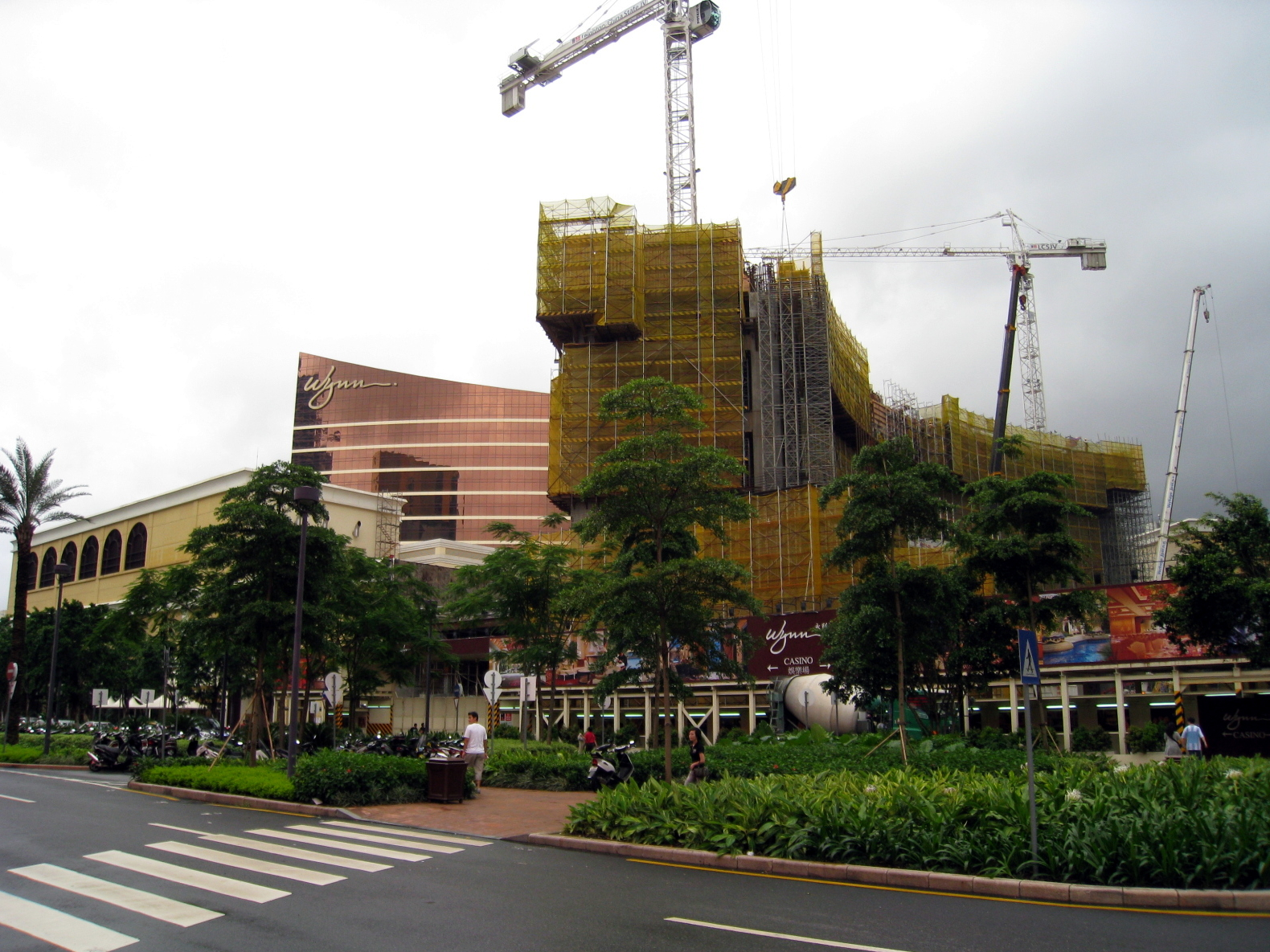
Wynn Encore Suits（2008年6月）
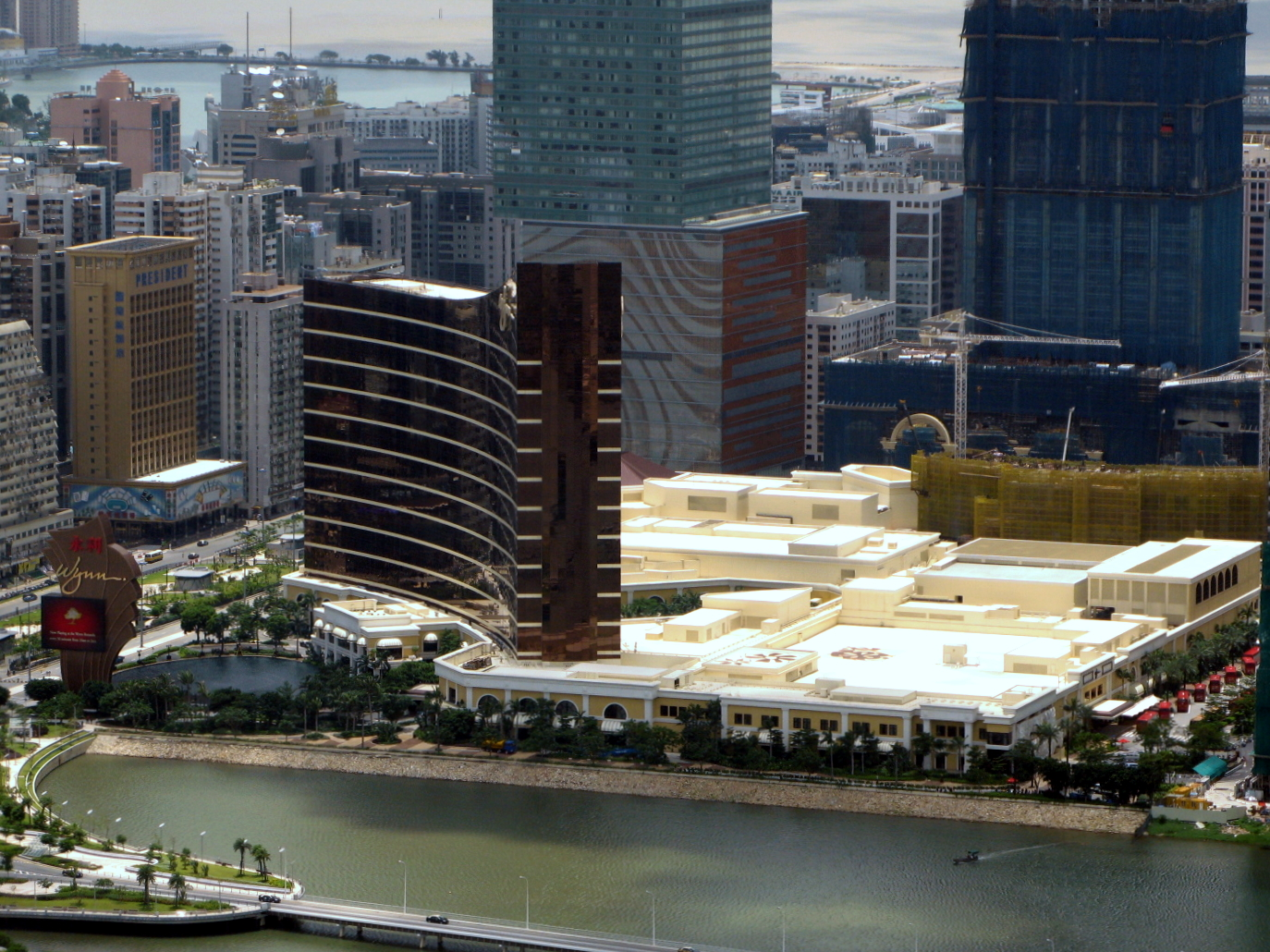
永利整體面貌（2008年7月）

## 爭議

### 客人無法取回存款
在2015年，永利赌场内，有四个不同贵宾厅的财务主管，先后偷了巨款跑掉，总计几十亿港币不见了。有好多是内地人的存款，也有部分是老板的财产。四人当中有个偷窃者自首后坐牢，其他的都没了音讯。
其中最奇怪的那家叫多金賭廳，由香港黑帮新义安领导人向华强当幕后老板，说错的只有失踪的那一个职员，公司不用负责。它不肯退款给存款人，没被政府检控，也继续营业下去。因为60多人（六成是澳門人）的7亿多港币回不来，所以他們找立法议员帮忙维权，又向特区政府和中央政府多个机关申冤，更和永利赌场一直耗下去，都没啥用，拖延到2018年，法院才只判决一個能拿回600万元正港币加些按时间计算的利息，两家公司却连这笔钱也依然不肯给，永利跑了去上诉，过了很久，终于被终審法院驳回。按判决，截至2021年11月24日，永利和多金合共要向这个客户赔付九百六十五万元左右的港币。在2022年1月和2月，又有8宗类似案件被终審法院判定，永利和多金要一起还钱；假如多金沒有履行责任，债务便由永利扛起来。

### 不守控烟法规
永利澳門违规地把永利娛樂場不少禁煙區部分改為吸烟区，有些賭場員工不滿，認為做法罔顧他们健康，故有70个在2015年10月25日进行罷工，驚動澳門衞生局及博監局到現場調查。两局调查人员發現该处無張貼禁煙標貼、永利管理者提供煙灰缸，又不勸阻在这儿吸煙的顾客。兩局于是嚴厲警告永利代表，當場筆錄及展開處罰程序。永利最後把这些区域还原，重新張貼禁煙標貼，收起煙灰缸。衞生局表示會調查下去。
在2017年10月，澳門衛生局調查發現，永利娛樂場地面層96区，似乎被擅自改划成了吸煙區範围，不符合已獲当局批准的平面圖則；衛生局表示已筆錄，会跟進，在最严重的情况，可向它罰款10萬澳門元。
2018年1月11日，几个立法議員聯同賭場員工向行政長官(办公室)交请愿信维权，请求政府督促博企守规；某议员说，所属社团去年10月收到近百名永利澳門員工的求助，反映永利澳門不少客人違規吸煙，令员工大受煙害，又投诉，公司亦不准員工依法对違規吸煙的客人进行提醒或勸喻，甚至向依法办事的員工壓迫，更為違法客人代繳罰款。
2019年1月29日，立法議員與博企員工代表向博監局反映娛樂場控煙问题，與會者反映，永利澳门和永利皇宮的貴賓廳，是違規吸煙的重災區，其中包括太陽城、鉅星、廣東等貴賓廳，長期沒有改善；公司不允許前線員工向違規的客人作出提醒；據從業員反映，有貴賓廳的公關，不止縱容客人吸煙，更向他們提供香煙和打火機等，予以辅助。

## 外部連結
- 永利澳門 （页面存档备份，存于）